# Ujae

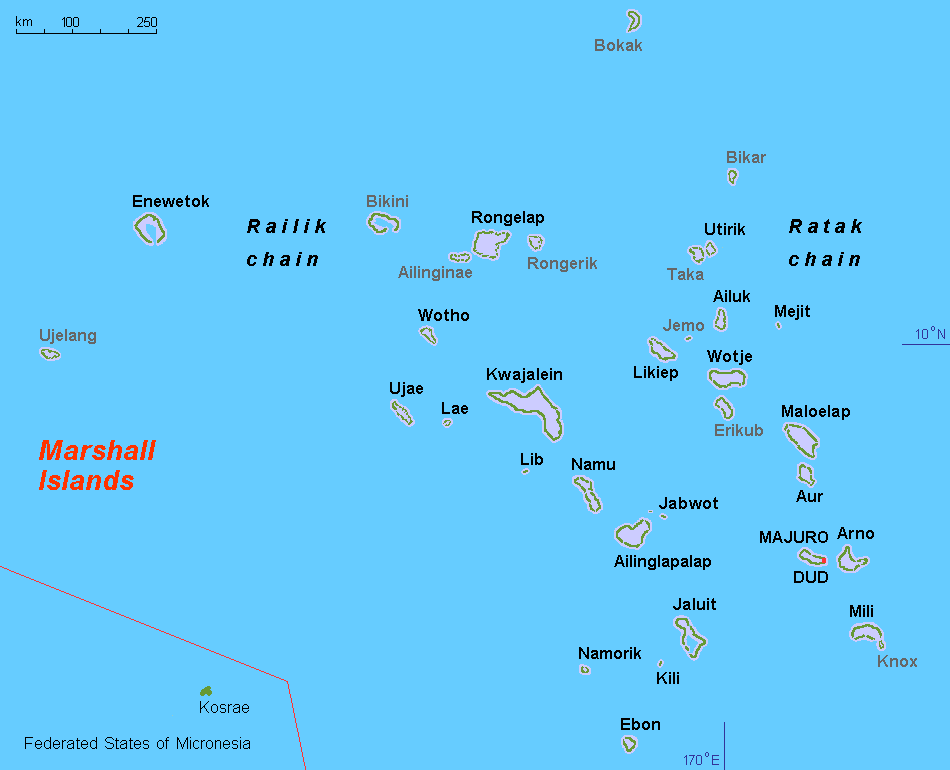
Marshallöarna, Ujae i mitten

Ujae (marshallesiska Ujae) är en atoll bland Raliköarna i norra Stilla havet och tillhör Marshallöarna.

## Geografi
Ujae ligger ca 630 km nordväst om huvudön Majuro.
Atollen är en korallatoll och har en total areal om ca 187,7 km² med en landmassa på ca 1,86 km² och en lagun på ca 185,94 km² (1). Atollen består av ca 14 öar och den högsta höjden är på endast 9 m ö.h. (2). De större öarna är:
- Ujae, huvudön, i den södra delen
- Enylamiej, i den norra delen
- Bock, i den centrala delen

Befolkningen uppgår till ca 450 invånare (3). Förvaltningsmässigt utgör atollen en egen "municipality" (kommun). Öns flygplats Ujae Island Airport (flygplatskod "UJE") har kapacitet för lokalt flyg.

## Historia
Raliköarna har troligen bebotts av mikronesier sedan cirka 1000 f.Kr. och några öar upptäcktes redan 1526 av spanske kaptenen Alonso de Salazar.
Ujae upptäcktes den 26 november 1804 av brittiske kapten John Mertho som då namngav den "Catherine Island" (4). Öarna hamnade senare under spansk överhöghet.
Neuguinea-Compagnie, ett tyskt handelsbolag, etablerades sig på Raliköarna kring 1859 och den 22 oktober 1885 köpte Kejsardömet Tyskland hela Marshallöarna av Spanien. Bolaget förvaltade öarna fram till den 13 september 1886 då området först blev ett tyskt protektorat och 1906 blev del i Tyska Nya Guinea (5).
Under första världskriget ockuperades området i oktober 1914 av Japan som i december 1920 även erhöll ett förvaltningsmandat - det Japanska Stillahavsmandatet - över området av Nationernas förbund efter Versaillesfreden 1919.
Under andra världskriget användes ögruppen som militärbas av Japan tills USA erövrade området våren 1944. Därefter hamnade ögruppen under amerikansk överhöghet. 1947 utsågs Marshallöarna tillsammans med hela Karolinerna till "Trust Territory of the Pacific Islands" av Förenta nationerna och förvaltades av USA fram till landets autonomi 1979.